# Claude Laurent
Pour les articles homonymes, voir Laurent.
Claude Laurent, né le 28 novembre 1935 à Orléans, est un pilote automobile français s'étant principalement illustré en rallye et sur circuit. Victorieux de dix-huit épreuves en rallye, il compte plus de 80 victoires de classes à son actif en près de trente ans de carrière.

## Biographie

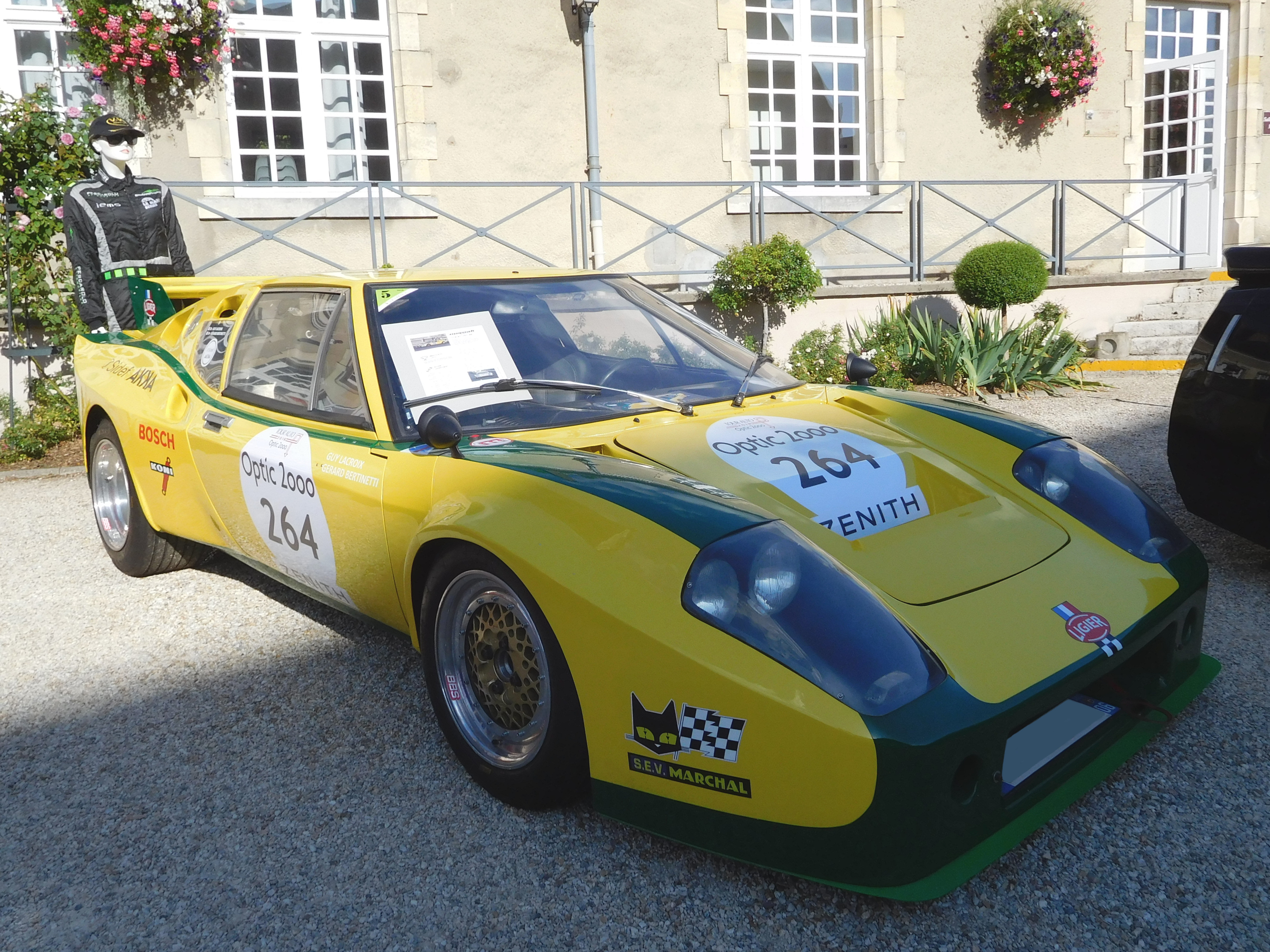
Ligier JS2 BP privée, a terminé à la aux 24 Heures du Mans 1973.

Claude Laurent a commencé sa carrière en rallye en 1952, courant principalement sur Citroën 2 CV Dagonet (avec laquelle il participa notamment au Liège Rome Liège 1955), Renault Dauphine puis sur DKW. Il fut également copilote au côté de René Trautmann, réussissant ainsi deux victoires au Rallye du Mont-Blanc, en 1962, et 1963 (Tourisme).
Il a ensuite couru sur DAF comme pilote d'usine durant plus de dix ans entre 1963 (victoire immédiate au Gymkhana de Vierzon puis à Montlhéry) et 1974, obtenant avec la marque plus de cinquante victoires de classe.
Il a participé à vingt reprises au Rallye Monte-Carlo, vingt fois au Tour de Corse, quatorze fois au Rallye de l'Acropole, douze fois au Tour de France automobile, huit fois à la Coupe des Alpes, et trois fois au Liège-Rome-Liège. Sur circuit, il a notamment disputé à huit occasions les 24 Heures du Mans entre 1960 à 1973, obtenant la seconde place de la catégorie GT en 1968 (avec Jean-Claude Ogier) et en 1969 (avec Jacques Marché) sur Porsche 911T.
En 1972, avec Yves Dyon et l'aval de l'ASAC des Alpes, il est l'instigateur de la Ronde de Serre Chevalier et le créateur de l'école de conduite sur glace locale, accueillant jusqu'à deux mille élèves par hiver durant les années 1970.
Entre 1973 et 1983, Claude Laurent participe à vingt-cinq courses en WRC, obtenant huit places dans les quinze premiers et terminant huitième du Critérium Molson du Québec en 1979 sur une modeste Peugeot 104 ZS.
En 1977, il termine quatrième de la seconde édition du Rallye-marathon Londres-Sydney sur Citroën CX 2400, toujours avec Jean-Claude Ogier, après avoir participé à Londres-Sydney en 1968 et à Londres-Mexico en 1970.

## Principales victoires
| Saison | Rallye                     | Copilote             | Voiture          |
| ------ | -------------------------- | -------------------- | ---------------- |
| 1960   | Rallye de l'Indre          | sans                 | Renault Dauphine |
| 1962   | Rallye du Maine            | Jean-Pierre Bouttier | DKW              |
| 1963   | Rallye du Maine (Tourisme) | sans                 | DKW              |
| 1964   | Rallye du Mont-Blanc (GT)  | Jacques Marché       | DKW              |

- Claude Laurent figure également au palmarès général du Rallye du Mont-Blanc (comme copilote de René Trautmann, vainqueur sur Mini Cooper en 1962[8] et sur Citroën DS en 1963[9]).

ERC
- Vainqueur de classe 1 aux Tulipes 1965 (DAF) ;
- Vainqueur de classe 1 au Monte-Carlo 1966 et 1968 (DAF) ;
- Vainqueur de classe 1 à l'Acropole 1967 et 1968 (DAF) ;
- Vainqueur de classe 2 à la Coupe des Alpes 1969 (DAF).

IMC et WRC
- Vainqueur de classe 0 au Monte-Carlo 1970 (DAF) ;
- Vainqueur de classe 0 au Monte-Carlo 1972 (DAF) ;
- Vainqueur de classe 1 au Portugal 1973 (DAF) ;
- Vainqueur de classe 2 à l'Acropole 1977 (Golf GTi) ;
- Meilleur Diesel au Monte-Carlo 1978 (Golf D) ;
- Vainqueur de classe 2 au Monte-Carlo 1979 (VW Golf GTi) ;
- Vainqueur de classe 1 au Québec 1979 (104 ZS) ;
- Meilleur Diesel au Tour de Corse 1981 (505 D Turbo).

Divers
- Vainqueur de classe 1 au Rallye de Lorraine 1965 (DAF) ;
- Course de côte : Alpe d'Huez (DAF 4×4 Proto, neige).